# Мейрелліс Віктор
Вікто́р Ме́йрелліс ді Лі́ма (порт. Victor Meirelles de Lima; 18 серпня 1832, Флоріанополіс — 22 лютого 1903, Ріо-де-Жанейро) — відомий бразильський художник.
Був позашлюбною дитиною португальського іммігранта Антоніо Мейрелліса (Antônio Meireles de Lima e Maria da Conceição). Переїхав до Ріо-де-Жанейро в 1847 році, коли там була сформована Імператорська академія витончених мистецтв, продовжив навчання в Парижі, Римі та Флоренції. Він малював різні історичні події між 1852 і 1900 роками. Віктор Мейрелліс належав до школи бразильського неокласицизма, яка з'явилася у середині 19 століття, та став відомим у 1970 роках, разом з такими художниками як Педру Америку і Алмейда Жуніор.

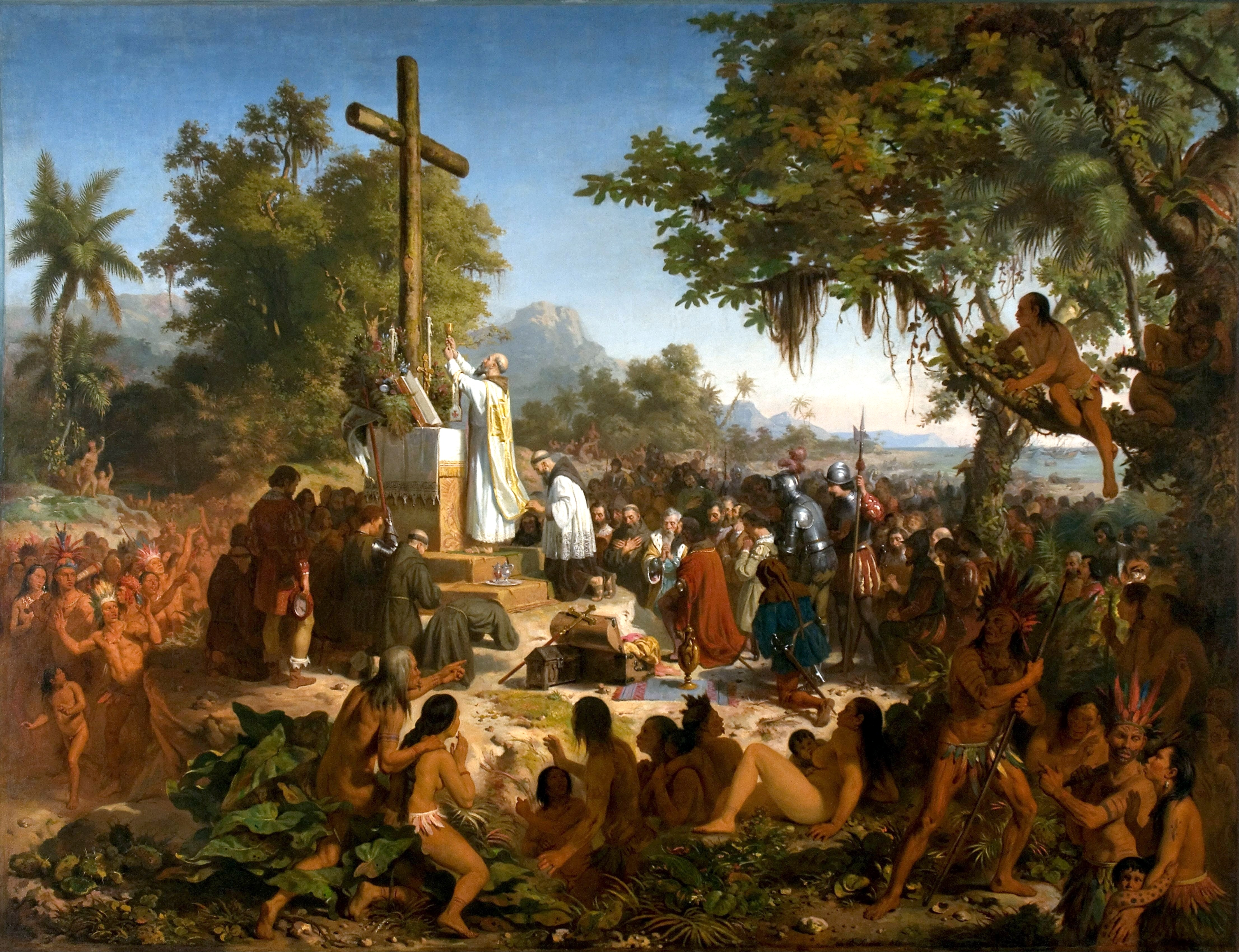
Фрагмент картини Перша місія у Бразилії, 1861 рік